# Suikerfabriek Frisia

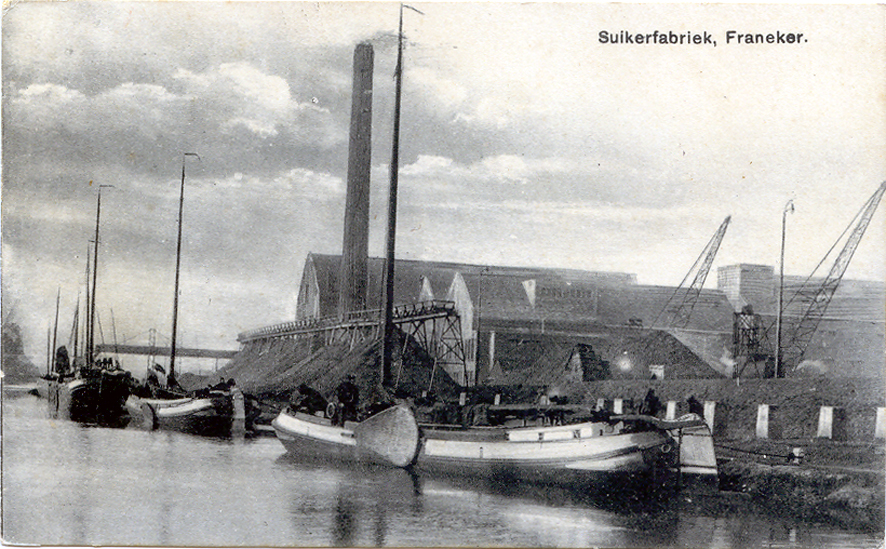
Suikerfabriek Frisia met bietenschepen voor de wal (1926)

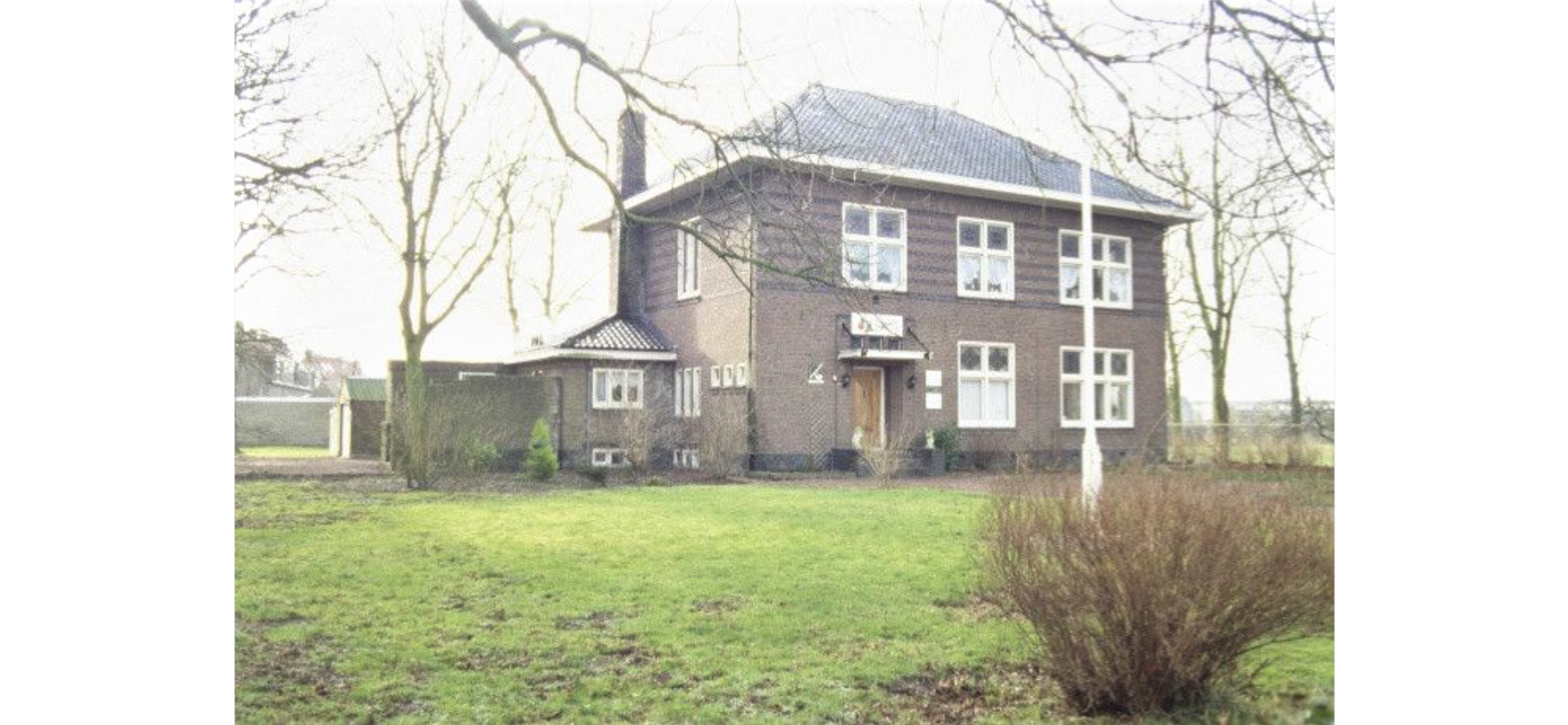
Directeurswoning bij suikerfabriek Frisia aan de Harlingerweg in Franeker (1990)

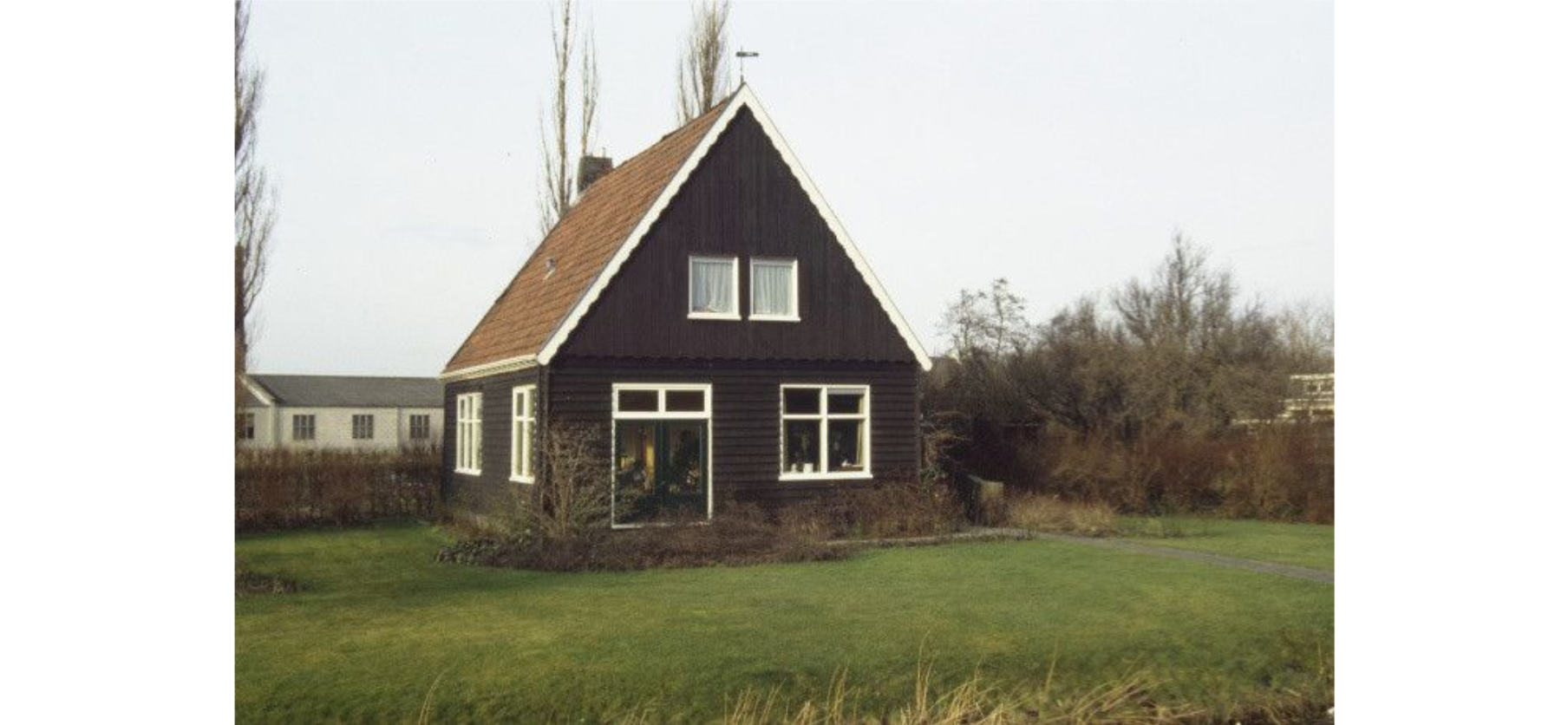
Woning bedrijfsleider suikerfabriek Frisia aan de toegangsweg naar de fabriek (1990)

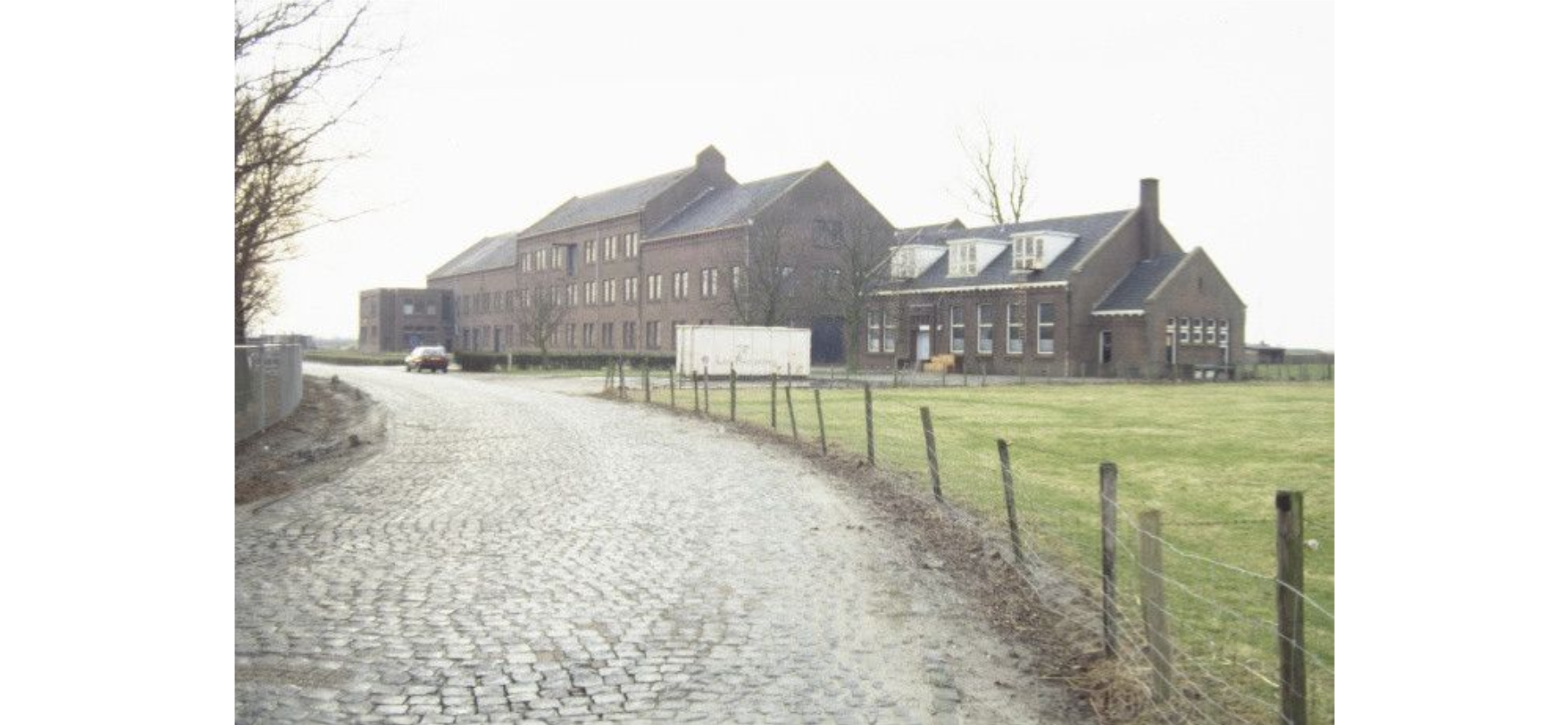
Gebouwen voormalige suikerfabriek Frisia in Franeker, met toegangsweg (1990)

De suikerfabriek Frisia in de Friese stad Franeker, voluit N.V. Beetwortelsuikerfabriek Frisia, verwerkte suikerbieten van 1921 tot en met 1928. Vanaf 1933 ging de N.V. de beschikbare ruimten in de fabriek verhuren. In 1995 werden de gebouwen gesloopt.

## Voorgeschiedenis
Terwijl er rond 1900 in het zuidwesten van Nederland al meer dan 20 kleinere en grotere suikerfabrieken draaiden werd pas de eerste suikerfabriek in het noorden gebouwd door de in 1898 opgerichte N.V. Noord-Nederlandse Beetwortelsuikerfabriek in Vierverlaten bij Hoogkerk. De tweede fabriek in het noorden, de Friesch-Groningse Coöperatiëve Beetwortelfabriek in de stad Groningen hield in 1914 zijn eerste bietencampagne. In 1918 nam de Centrale Suiker Maatschappij (CSM) de ‘Noord-Nederlandse’ over, die als dochteronderneming verder ging.
Tijdens de Eerste Wereldoorlog waren de suikerprijzen hoog en kregen de boeren een goede prijs voor hun bieten. Steeds meer boeren gingen bieten verbouwen en velen kozen voor de Friesch-Groningsche vanwege de coöperatieve opzet.

## Derde fabriek nodig
Op een aantal terreinen gingen de Friesch-Groningsche en de CSM samenwerken via de dochter Noord-Nederlandse. Om de zeer sterke uitbreiding van het bietenareaal in het noorden aan te kunnen leek een derde fabriek nodig, want men kon al enkele jaren de bietencampagne niet meer voor de kerstdagen afsluiten. In 1920 werd besloten dat de derde fabriek in Franeker zou komen en geëxploiteerd zou worden door de Friesch-Groningsche en de Noord-Nederlandse samen: de N.V. Beetwortelsuikerfabriek Frisia. Deze fabriek moest de toegenomen aanvoer van bieten uit de Bouwhoek van Noordwest-Friesland opvangen.

## De bouw
De fabriek werd gebouwd aan de Harlingertrekvaart. De spoorlijn Tzummarum - Franeker werd doorgetrokken tot aan de fabriek.
Architect Geert Stapenséa uit Sneek ontwierp het gebouw, en de boedel kwam uit de in 1914 stilgelegde fabriek Jäger en Co. in Roosendaal. Omdat er tijdens de bouw nog toevoegingen werden bedacht (o.a. uitbreiding met een witsuikerinstallatie, en het bouwen van twintig ‘middenstandswoningen’ en een directeurswoning) vielen de totale bouwkosten twee keer zo hoog uit als het oorspronkelijke bedrag en verliep de bouw langzamer dan gepland. Pas op 26 oktober 1921 was Frisia klaar voor de eerste bietencampagne.

## In bedrijf
De snijmessen uit de boedel van Jäger en Co. bleken meteen de eerste dag ongeschikt en de fabriek lag vijf dagen stil. Daarna kon redelijk worden gewerkt, totdat de vorst de aanvoer van bieten tijdelijk onmogelijk maakte. De eerste campagne kon pas op 12 januari 1922 worden afgesloten.
Frisia voorzag wel degelijk in een behoefte en in 1924 werd de volledige capaciteit benut. Na de topjaren 1919-1920 was in 1921 de suikerprijs echter sterk gedaald en die herstelde zich niet meer. Stillegging hing Frisia vanaf 1926 boven het hoofd en in 1929 was het zover. De hoop dat de fabriek een of twee jaar later weer zou kunnen draaien vervloog. De ruim 500 man die tijdens de bietencampagne werk hadden waren niet meer nodig, en in 1933 werd ook het grootste deel van het vaste personeel ontslagen.
Frisia heeft de oprichters geen winst gebracht met de productie van suiker en de Friesch-Groningsche noemde het later een foute beslissing en een zwarte bladzijde. Omdat de coöperatieleden er geen profijt van hadden heette Frisia ook wel 'het boerenkerkhof'.

## N.V. Frisia verder als verhuurder
Het was moeilijk om in de crisisjaren de grote, dure fabriek een andere bestemming te geven. In mei 1940 werden Duitse soldaten in de fabriek ondergebracht en de voor de Duitse oorlogsindustrie waardevolle zaken werden weggehaald. De nog bruikbare onderdelen moest Frisia afstaan aan andere fabrieken die nog mochten blijven draaien. Aan de in 1944 geplande verschroting kwam de bezetter niet meer toe.
Na de bevrijding werden Canadese soldaten in de fabriek ondergebracht. Nadat die waren vertrokken zocht men een serieuze koper voor het complex, maar die werd niet gevonden. De N.V. besloot om "door verhuur of andere activiteiten gebouwen en terreinen productief te maken".

## Enkele huurders
Een van de eerste huurders na het vertrek van de Canadezen was het Nederlandse Beheersinstituut dat ruimte nodig had voor in beslag genomen goederen van foute Nederlanders. In 1948 werd in de kantoorgebouwen een school voor Bijzonder Lager Onderwijs (BLO) ondergebracht
Een belangrijke huurder bleef de Friesch-Groningsche voor de opslag van suiker.
Tussen 1953 en 1968 huurde het In- en Verkoopbureau voor de Zuivel (I.V.Z.) bijna de hele fabriek voor kazen die door de overheid werden opgekocht als de kaasprijs onder de garantieprijs dreigde te zakken. Frisia had in 1953 de grootste kaasopslag in Nederland. In 1968 werd de prijsvorming weer helemaal aan de markt overgelaten en was kaasopslag van de baan.
In 1957 huurde Damsma Tapijtenindustrie (Datap) de voormalige kantoor- en laboratoriumruimte voor de productie van luxe tapijten. Begin 1978 ging het bedrijf in surseance. Het had destijds 4000 vierkante meter van de enorme fabriek in gebruik. In maart van dat jaar werd het faillissement uitgesproken.

## Wijken voor woningbouw
Vanaf 1993 werd door de gemeente Franekeradeel gewerkt aan plannen voor de bouw van woningen en bedrijfsruimten langs de oever van het Van Harinxmakanaal. De aankoop van de gebouwen en terreinen van Frisia was daarvan onderdeel. In 1995 werden de gebouwen gesloopt en in de jaren daarna werden er woningen gebouwd. Alleen de straatnaam Frisia herinnert nu nog aan de voormalige suikerfabriek.